# Четыре знака зодиака

Четыре небесных дворца и 28 стоянок луны

Четыре знака зодиака (кит. трад. 四象, пиньинь Sì xiàng, палл. Сы сян или кит. трад. 四靈, упр. 四灵, пиньинь Sì líng, палл. Сы лин) — четыре мифологических существа в китайской астрономии:
- Лазурный дракон Востока (кит. трад. 青龍, упр. 青龙, пиньинь Qīng Lóng, палл. Цин Лун, или кит. трад. 蒼龍, упр. 苍龙, пиньинь Cāng Lóng, палл. Цан Лун);
- Красная птица Юга (кит. упр. 朱雀, пиньинь Zhū Què, палл. Чжу Цюэ);
- Белый тигр Запада (кит. упр. 白虎, пиньинь Bái Hǔ, палл. Бай Ху);
- Чёрная черепаха (буквально, «Чёрный воин») Севера (кит. упр. 玄武, пиньинь Xuán Wǔ, палл. Сюань У).

## Символика
Каждый из них представляет одну сторону света, одну четверть зодиакальной полосы неба, и одно время года, и каждый обладает собственными свойствами и происхождением. Они описываются во множестве исторических китайских и корейских мифов и рассказов, а также появляются в современной японской манге и анимации.
Четыре знака зодиака имеют человеческие имена, данные после популяризации даосизма. Лазоревого дракона зовут Мэн Чжан (孟章), Красную птицу — Лин Гуан (陵光), Белого тигра — Цзянь Бин (監兵), Чёрную черепаху — Чжи Мин (執明) или Гуй Мин (轨明).

## История
Считается, что один из источников традиции четырёх знаков зодиака — четыре божества, или четыре создания исполненные мудростью (四灵), впервые упоминаемые в «Описании правил приличия и церемоний» («Лицзи», Liji) — трактате, приписываемому Конфуцию, но текст которого реально видимо был составлен в ханьскую эпоху. Их набор состоял из цилиня, феникса, дракона, и черепахи. Согласно «Лицзи», когда (в баснословные времена) дракон становится домашним животным, рыбы перестают прятаться от людей; когда феникс и цилинь живут с людьми, то, соответственно, птицы и звери перестали бояться людей; а присутствие черепахи избавляет людей от заблуждений (麟鳳龜龍， 謂之四靈。 故龍以為畜， 故魚鮪不淰； 鳳以為畜， 故鳥不獝； 麟以為畜， 故獸不狘； 龜以為畜， 故人情不失).
Историки полагают, что известная нам даосская традиция четырёх божеств сторон света представляет собой слияние этой идеи четырёх мудрых существ и идеи четырёх духов, которым люди приносили жертвоприношения ещё во времена династия Чжоу для защиты от нападения с четырёх сторон.
Лазоревый (苍) дракон, Красная птица, Белый тигр и Чёрный воин (玄武), в сочетании с их сторонами света и частями зодиака, появляются уже в сборнике «Хуайнань-цзы» (II в. до н. э.).

## Пять стихий

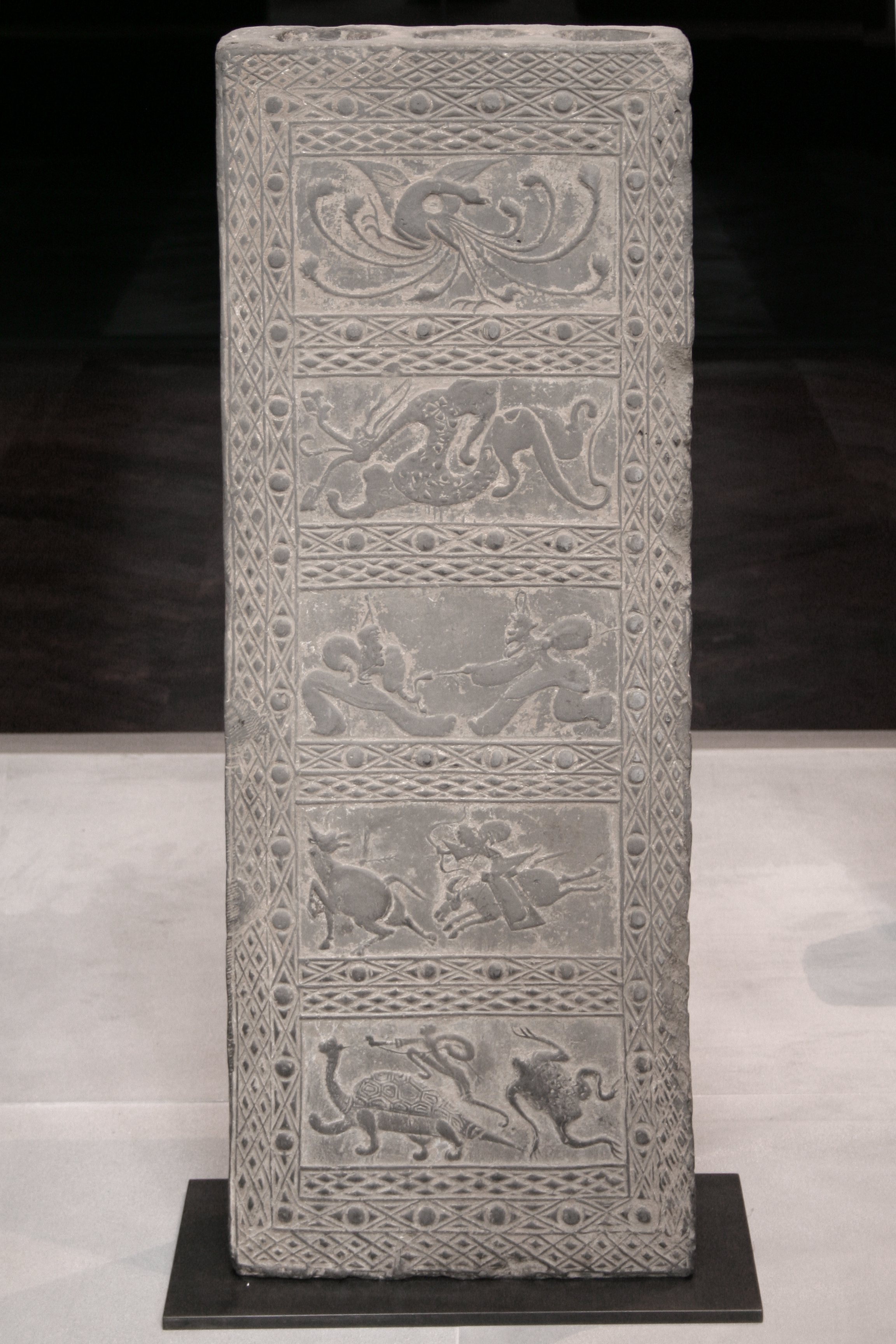
Керамическая плитка ханьской эпохи, с рельефами, символизирующими 5 направлений (С,Ю,В,З и центр); парижский музей Чернуски.

Все четыре знака зодиака соотнесены со стихиями системы У-син:
- Лазоревый дракон: Дерево,
- Красная птица: Огонь,
- Белый тигр: Металл,
- Чёрная черепаха: Вода.

Пятый легендарный зверь — Хуан Лун (黃龍), Жёлтый дракон. Он связывается с центром, и его стихия — Земля.

## Четыре времени года
Четыре легендарных зверя (исключая Хуан Луна) представляют по одному времени года:
- Лазоревый дракон: весна,
- Красная птица: лето,
- Белый тигр: осень (листопад),
- Чёрная черепаха: зима.

## Архитектурная символика
Поскольку четыре знака зодиака ассоциировались с четырьмя сторонами света, в их честь нередко назывались ворота на соответствующих сторонах городских стен, или стен вокруг загородных императорских мавзолейных комплексов. Так было, например, в танской столице Чанъане. При этом, если верить источникам танской эры (кит. трад. 三輔黃圖, упр. 三辅黄图, палл. саньфу хуанту, буквально: «Три жёлтых карты»), эта традиция существовала уже в ханьскую эпоху.
Изображения Лазоревого дракона, Красной птицы, Белого тигра и Чёрной черепахи можно было увидеть на соответствующих стенах погребальных камер.